# ヘレナ (軽巡洋艦)
ヘレナ (USS Helena, CL-50) は、アメリカ海軍の軽巡洋艦。セントルイス級軽巡洋艦の2番艦。艦名はモンタナ州ヘレナに因む。その名を持つ艦としては砲艦「ヘレナ」に続いて2隻目。

## 概要
1939年9月に就役したアメリカ海軍の軍艦で、セントルイス級軽巡の2番艦。1941年12月8日の真珠湾攻撃で二航戦の攻撃を受け大破した。
修理後、船団護衛任務に従事したあと1942年8月以降のガダルカナル島攻防戦に参加する。9月15日、空母「ワスプ」が潜水艦「伊19」に撃沈された際、「ヘレナ」と僚艦は乗組員を救助した。10月中旬、サボ島沖海戦に参加し、僚艦と協力して重巡洋艦「青葉」を撃破、重巡「古鷹」と駆逐艦「吹雪」を撃沈した。10月下旬の南太平洋海戦時は、戦艦「ワシントン」以下の第64任務部隊として日本艦隊の出現に備えた。11月中旬、ガダルカナル島向け輸送船団を護衛中に日本海軍のヘンダーソン飛行場砲撃部隊と夜間水上戦闘を繰り広げた（第三次ソロモン海戦）。
1943年2月初頭に日本軍がガ島から撤退すると、戦局はニュージョージア諸島に移る（ソロモン諸島の戦い）。6月下旬からはじまったニュージョージア島攻防戦に参加し、7月6日のクラ湾夜戦で第三水雷戦隊と交戦する。夜間水上砲戦で駆逐艦「新月」（第三水雷戦隊旗艦）を撃沈したが、「新月」麾下の駆逐艦「谷風」と「涼風」が発射した酸素魚雷が命中し、沈没した。

## 艦歴

### 大戦前
「ヘレナ」はニューヨーク州のニューヨーク海軍工廠で1936年12月に起工。1938年8月27日に、モンタナ州選出上院議員トーマス・J・ウェルシュの孫娘、エリノア・カーライル・ガッジャーによって進水、翌1939年9月18日に艦長マックス・B・デモット大佐の指揮下で就役した。
12月に試運転を行った「ヘレナ」は、12月27日から訓練航海でラテンアメリカ方面に向かった。1940年1月にブエノスアイレスに到着した後、1月29日にモンテビデオに入港。モンデビデオにおいて「ヘレナ」の乗組員は、前年12月13日のラプラタ沖海戦の結果自沈して果てたドイツ装甲艦「アドミラル・グラーフ・シュペー」の残骸を見学した。

### 第二次世界大戦

#### 真珠湾攻撃
「ヘレナ」は太平洋艦隊に配属され、真珠湾攻撃当日の1941年12月7日（日本時間12月8日）には、真珠湾の東、ドックで機雷敷設艦「オグラーラ (USS Oglala, CM-4) 」の外側に係留されていた。そこには通常、戦艦「ペンシルベニア (USS Pennsylvania, BB-38) 」が係留されているはずであったため「ヘレナ」は日本軍機の目標となった。

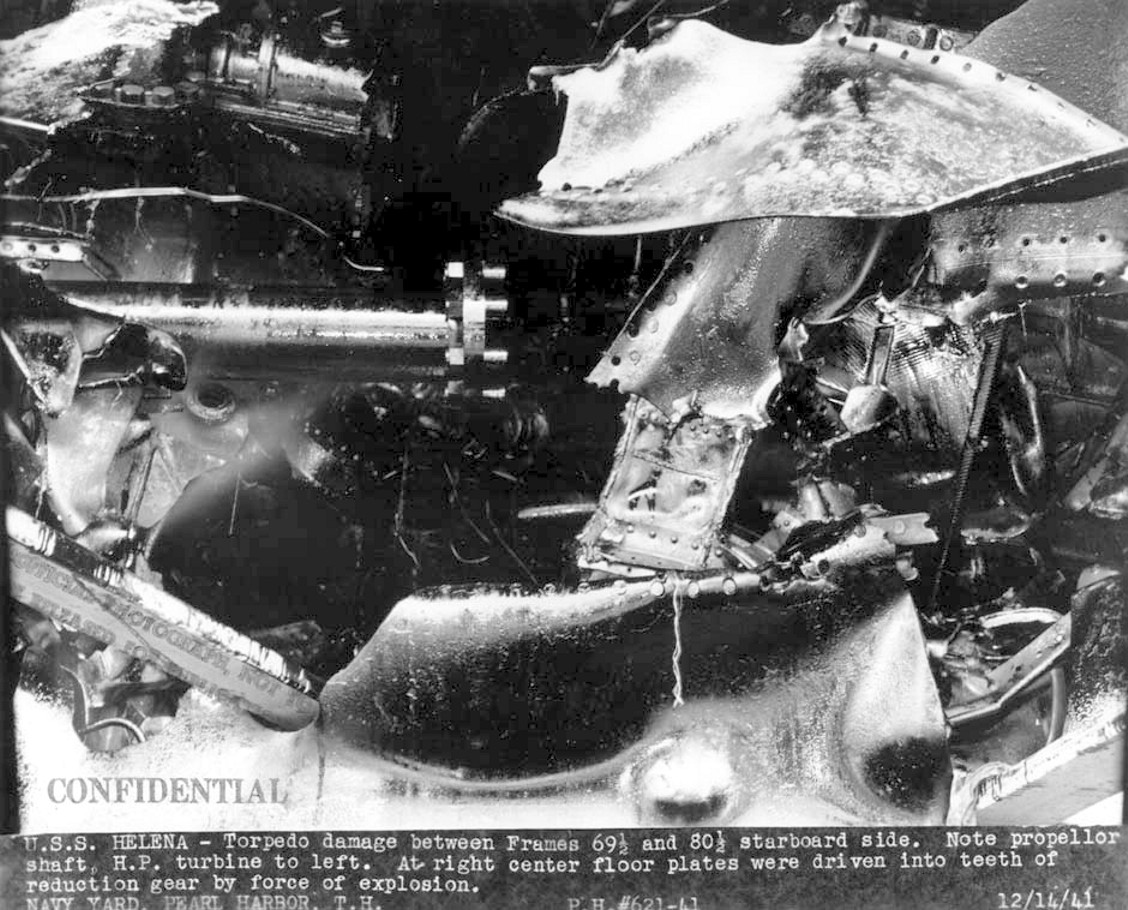
「ヘレナ」に命中した魚雷による被害。内部に推進軸や後部機械室のタービンが見える

フォード島への最初攻撃は、午前7時55分（日本時間午前3時25分）であった。午前8時1分（日本時間午前3時31分）、九七式艦上攻撃機が投下した魚雷のうち1本が「オグラーラ」の下を通過し、「ヘレナ」の右舷ほぼ中央部、ちょうど乗組員が戦闘配置された位置に命中した。20名の士官と兵員が死亡し、機関室とボイラー室が浸水した。艦内配線も切断されたが、乗組員は2分以内に復旧させ、ディーゼル発電機を始動させて砲塔を動かすことが出来た。これにより、反撃の対空砲火を撃ち上げることが可能となって、更なる被害を防ぐことが出来た。午前7時57分に最初の日本軍機を発見し、砲塔の作動が可能になったのは8時1分であったことから、乗組員によるドアとハッチの即時閉鎖による水密維持などの被害対策が功を奏し、沈没を免れることが出来た。
「ヘレナ」には爆弾も投下され、1発が命中し、4発が至近弾となった。魚雷の爆発と至近弾の影響で、隣にいた「オグラーラ」は転覆沈没したが、後日に引揚げられて復旧した。日米双方の史料によれば、「ヘレナ」を攻撃したのは第二航空戦隊（司令官山口多聞少将、旗艦「蒼龍」）の攻撃隊であった。「ヘレナ」（日本側は目標「ニ」と呼称）に対し、空母「蒼龍」の雷撃機が艦中央部に魚雷1本命中、空母「飛龍」の雷撃機が魚雷計3本乃至4本命中を記録した。蒼龍艦爆隊が爆弾3発命中、飛龍艦爆隊が爆弾3発命中を記録した。日本側戦果判定では、「目標（ニ）甲巡オーガスタまたはポートランド撃沈、乙巡ブルックリンまたはアトランタ撃沈」となっている。

#### ガダルカナル島
真珠湾で仮修理を行った「ヘレナ」は、本格的修理のためメア・アイランド海軍造船所に回航された。1942年に入って修理を終えると、南太平洋方面に飛行機とシービーを緊急輸送する任務に就き、エスピリトゥサント島からガダルカナル島へ急送した。ウォッチタワー作戦によりアメリカ海兵隊が占領したヘンダーソン飛行場に、一刻もはやく航空隊を進出させる必要があった。このため「ヘレナ」と駆逐艦1隻は、アメリカ海兵隊機を搭載した護衛空母「ロング・アイランド (USS Long Island, AVG-1) 」を護衛してガダルカナルに接近した。8月20日午前9時30分、日本海軍の飛行艇はガダルカナル島南東約250浬地点で「〇九三〇 Ｄ２ 敵ノ兵力 空母一 巡洋艦一 駆逐艦二 其ノ他、基地ヨリノ方位一一六度五二〇浬、針路三五〇度速力一四節」を報じた。この空母は艦橋のないタイプであった。また別の飛行艇は「一二〇五 Ｄ１ 敵兵力空母一 巡洋艦四 駆逐艦九／一二一五 Ｄ一 敵機動部隊ノ位置「ツラギ」ノ一三三度二四七浬、針路一三〇度速力一八節」を報じ、この空母は艦橋をもつタイプであった。二つの空母の位置には約70マイルの差があり、日本側は別個の機動部隊と判断、第二水雷戦隊（司令官田中頼三少将）が護衛していた一木支隊第二梯団を反転退避させた。
同日午後、「ロング・アイランド」はSBD急降下爆撃機12機、F4F戦闘機19機を射出した。海兵隊機はヘンダーソン基地に着陸し、最初の航空兵力となった。「ロング・アイランド」はニューヘブリディーズ諸島に帰投したので、ガダルカナル島北方から迫っていた南雲機動部隊の第一航空戦隊（翔鶴、瑞鶴、龍驤）と対決せずに済んだ。一木支隊先遣隊約900名の夜襲を8月21日未明のイル川渡河戦（テナル川の戦い）で撃退したヘンダーソン飛行場基地は、次々に増強される。そして8月24日から25日の第二次ソロモン海戦において連合軍勝利の一因になった。
続いて「ヘレナ」は空母機動部隊の護衛に加わった。空母「ワスプ (USS Wasp, CV-7) 」基幹の第18任務部隊（レイ・ノイス少将）に合流した。空母「ホーネット（USS Hornet, CV-8）」を基幹とする第17任務部隊と、第18任務部隊は、エスピリトゥサント島からガ島へ向かう海兵隊を乗せた6隻の輸送船を間接護衛していた。9月15日昼、「ワスプ」が潜水艦「伊19」（潜水艦長木梨鷹一少佐）の魚雷攻撃をうける。酸素魚雷が3本命中した「ワスプ」は、炎上して手のつけようがなくなった。重巡「サンフランシスコ (USS San Francisco, CA-38) 」「ソルトレイクシティ (USS Salt Lake City, CA-25) 」、軽巡「ヘレナ」「ジュノー (USS Juneau, CL-52) 」等が協力して救援に従事した。「ヘレナ」は「ワスプ」の幹部と乗組員合わせて約400名を救助した。なお、「伊19」が発射した魚雷は第17任務部隊をも襲い、空母「ホーネット」を護衛していた戦艦「ノースカロライナ (USS North Carolina, BB-55) 」と駆逐艦「オブライエン (USS O'Brien, DD-415) 」に命中した。後者はその損傷が元で後日沈没した。「ヘレナ」は「ワスプ」生存者をエスピリトゥサント島まで送り届けた後、レンネル島沖にてガダルカナル島行き輸送船団の護衛任務に戻った。その後、第64任務部隊に配置換えになった。また艦長もギルバート・C・フーバー大佐となった。

#### サボ島沖海戦（エスペランス岬沖海戦）
この頃、ヘンダーソン飛行場からの飛行機が、しばしば「東京急行」を妨害していた。10月11日、日本海軍は何かとうるさいヘンダーソン飛行場を砲撃して沈黙させるべく、水上機母艦「日進」と「千歳」の重火器輸送と並行して、外南洋部隊（指揮官三川軍一第八艦隊司令長官）の重巡洋艦を送り込んできた。この外南洋部隊支援隊は、第六戦隊司令官・五藤存知少将に率いられていた。五藤少将の重巡洋艦戦隊は、18時10分の時点でサボ島から160キロ離れた海域を進撃中だった。一方、南太平洋部隊司令官ロバート・L・ゴームレー中将は、太平洋艦隊司令長官チェスター・ニミッツ大将に突かれる形で、ニューカレドニアから3,000名の新たな陸軍部隊をガダルカナル島に送り込み、同時に「東京急行」を「脱線」させる艦隊を出撃させることとした。「東京急行脱線」の任務を受けた艦隊、第64任務部隊（ノーマン・スコット少将）は、重巡「サンフランシスコ」を旗艦とし、ほかに重巡「ソルトレイクシティ」、軽巡「ボイシ (USS Boise, CL-47) 」、そして「ヘレナ」が続き、巡洋艦部隊の前方に駆逐艦3隻（ファーレンフォルト、ダンカン、ラフィー）、巡洋艦部隊の後方に駆逐艦2隻（ブキャナン、マッカラ）が配備された。スコット少将が、新型レーダーを装備していない「サンフランシスコ」を旗艦にしていたことがネックと見られたが、ともかくサボ島沖で日本艦隊を迎撃することとなった。第64任務部隊は、「東京急行」すなわち先行していた日進輸送隊と接敵せず、後続の外南洋部隊支援隊と交戦することになった。
スコット少将は任務部隊を丁字戦法の形に持ち込んで夜間水上戦闘に入る手はずだった。しかし、回頭の際に前衛の駆逐艦「ダンカン (USS Duncan, DD-485) 」と「ファーレンホルト (USS Farenholt, DD-491) 」が脱落して混乱を起こした。新型レーダーのSGを装備していた「ヘレナ」は任務部隊各艦の中でいち早く外南洋部隊支援隊を探知しており、旗艦に射撃許可を求めていた。ところが軽巡「ボイシ」が報告してきた敵艦隊の位置に大差があった。スコット少将は射撃を許可しなかったが、その最中、「ヘレナ」は命令の読み違えから抜け駆けの形で砲撃を開始し、両艦隊の交戦が始まった（連合軍呼称、エスペランス岬海戦）。日本側の外南洋部隊支援隊旗艦「青葉」艦橋では、前方に艦影を認めた第六戦隊司令部が「日進隊ではないか」と迷って敵味方識別信号を送っていた。第64任務部隊が発射した初弾（不発弾）が青葉艦橋を貫通し、五藤司令官や幹部が多数戦死、通信機能も失った。丁字を描かれた外南洋部隊支援隊は不利な戦闘を強いられ、「青葉」が大破して五藤司令官が戦死、重巡「古鷹」と駆逐艦「吹雪」が沈没した。しかし健在の重巡「衣笠」と駆逐艦「初雪」も反撃してきた。第64任務部隊では、「ダンカン」と「ファーレンホルト」が敵味方双方から撃たれて「ファーレンホルト」が大破、「ダンカン」が沈没した。巡洋艦戦隊も「ボイシ」が大破、「ソルトレイクシティ」が小破した。第64任務部隊は夜戦で勝利したが、日本側も東京急行（日進隊）のガ島輸送に成功した。つづいて鉄底海峡に突入してきた金剛型戦艦を阻止することはできず、第三戦隊司令官・栗田健男中将が指揮する戦艦「金剛」と「榛名」および護衛の第二水雷戦隊はヘンダーソン飛行場を思う存分砲撃した。
サボ島沖海戦後、第64任務部隊はエスピリトゥサント島とマキラ島の間で哨戒を行った。損傷した「ソルトレイクシティ」と「ボイシ」が修理のため離脱し、新鋭戦艦「ワシントン (USS Washington, BB-56) 」と軽巡「アトランタ（USS Atlanta, CL-51）」が加わった。新任司令官ウィリス・A・リー少将はワシントンを旗艦としていた。この時期の第64任務部隊（ワシントン、サンフランシスコ、チェスター、ヘレナ、アトランタ、駆逐艦8隻）は、幾度か日本軍の潜水艦（伊172、伊4など）と遭遇した。10月20日夜、「ヘレナ」は雷撃を受けたが、近くで爆発しただけで命中はしなかった。第64任務部隊僚艦の重巡「チェスター（USS Chester, CA-27）」が潜水艦「伊176」（潜水艦長田辺弥八少佐）に撃破された。南太平洋海戦（連合軍呼称：サンタ・クルーズ諸島沖海戦）の時、第64任務部隊はレンネル島とサン・クリストバル島の周辺海域に展開し、ニュージョージア海峡を通過してガダルカナル島に来襲するであろう日本艦隊の阻止を命令されていた。空母機動部隊同士の決戦が終った後の10月27日、第64任務部隊では「ワシントン」が潜水艦「伊21」に雷撃されたが、早爆して無傷だった。

#### 第三次ソロモン海戦
11月に入っても、「ヘレナ」はエスピリトゥサント島からガダルカナル島に送り込まれる陸上部隊輸送船団の護衛を続けていた。その最中にヘレナは第三次ソロモン海戦を戦うことになった。11月3日、15kmの距離で浮上中の潜水艦「伊172」をレーダー探知した。駆逐艦「マッカーラ (USS McCalla, DD-488) 」が確認に向かい「爆雷攻撃で伊172を撃沈した」可能性がある。
11月11日、「ヘレナ」はマキラ島沖で連合軍輸送船団（第一船団：スコット少将護衛／第二船団：ターナー少将指揮、キャラハン少将護衛）と合同し、何事もなくガダルカナル島沖に到着した。損傷状態の空母「エンタープライズ (USS Enterprise, CV-6) 」と新鋭戦艦2隻を含む連合機動部隊は、ガダルカナル島南方から輸送船団を掩護していた。同11日、先にガダルカナルに到着したスコット船団はブーゲンビル島ブインから飛来した九九式艦上爆撃機に襲われ、輸送船1隻が損傷し、駆逐艦1隻に護衛されて引き返した。11月12日午後、沿岸監視隊から日本機に関する警報が伝えられ、スコット船団と後続のターナー船団はただちに揚陸作業を中止して防御態勢に入った。やがてニューブリテン島ラバウルから飛来したラバウル航空隊の一式陸上攻撃機が連合軍船団上空に現れて空襲を仕掛けてきた。魚雷装備の陸攻19機と、零戦30機であった。「ヘレナ」や「アトランタ」を含む各艦の対空砲火により、一式陸攻は大損害を受けた。最初の空襲を無事やり過ごしたものの、2度目の空襲では「ヘレナ」には損害がなかったが2隻の損傷船を出した。それでも、護衛艦艇は8分間で8機の日本機を撃墜したと見られた。ダニエル・J・キャラハン少将の旗艦「サンフランシスコ」に被弾した陸攻が体当たりされて小破し、誤射で駆逐艦「ブキャナン (USS_Buchanan，DD-484) 」が損傷した。
空襲が終わり揚陸作業が再開されたが、その間にも偵察機による日本の艦隊等の動きは刻々と入ってきていた。輸送船団を伴っていなかったものの、意図はおおよそ見当がついたので、リッチモンド・K・ターナー提督は邀撃を命じる。ターナーはアメリカ軍輸送船団と3隻（ペサンコラ、プレストン、グウィン）をガダルカナル島海域から遠ざけた後、キャラハン少将率いる第67任務部隊をアイアンボトム・サウンドに引き返させた。第67任務部隊4群が抱えていた問題の一つは、キャラハン少将が旧式レーダーの「サンフランシスコ」を旗艦とし、スコット少将も旧式レーダーの「アトランタ」に将旗を掲げていたことだった。
11月13日を回った深夜、「ヘレナ」のSGレーダーは、サボ島沖海戦につづいて真っ先に日本軍艦隊の接近を探知した。金剛型戦艦2隻（比叡、霧島）を主力とする飛行場砲撃部隊であった。
キャラハン少将（旗艦「サンフランシスコ」）は新型レーダー搭載の「ヘレナ」等に電話で状況報告を求めたので、これも混乱の一助となった。直後から始まった大混戦の第三次ソロモン海戦では、「ヘレナ」の被害は小破にとどまった。「ヘレナ」は「サンフランシスコ」を攻撃していた駆逐艦「天津風」を砲撃し、中破させたかもしれない。朝を迎えると、周辺の海域には何隻かの傷ついた彼我の数隻と、沈没艦から脱出した生存者が漂っていた。アメリカ艦隊は海戦でキャラハン、スコット両少将の戦死などの少なからぬ損害を受けたものの、日本艦隊の企図を完全に挫いた。
旗艦「サンフランシスコ」が大破してキャラハン少将が戦死した結果、「ヘレナ」の艦長フーバー大佐が任務部隊の指揮を臨時に執ることとなり、フーバーは南方への退却を指示した。「ヘレナ」は海戦で大破した「サンフランシスコ」、軽巡「ジュノー (USS Juneau, CL-52) 」および駆逐艦2隻（フレッチャー、スタレット）を連れて、ニューヘブリディーズ諸島に向かっていた。日本時間午前9時1分、潜水艦「伊26」（潜水艦長横田稔中佐）が5隻を襲撃する。駆逐艦2隻が先行し、「ヘレナ」が続航、後方に「サンフランシスコ」、同艦右舷側に「ジュノー」が航行しており、「伊26」は「サンフランシスコ」の左舷から同艦を狙って魚雷3本を発射した。この魚雷が命中した「ジュノー」は、火薬庫に誘爆して轟沈した。フーバー艦長は日本潜水艦の脅威を恐れ、立ち止まらず前進するよう命令して救助作業をしなかった。「ヘレナ」は「サンフランシスコ」と駆逐艦と共に、この海域を足早に去っていった。しかし、「ジュノー」が沈没した際に100名程度の生存者がおり、生存者は救助作業を受けることなく8日間漂流させられた挙句、10名以外はサリヴァン兄弟を含む全ての生存者が落命してしまった。生存者を見捨てたフーバー艦長の行為は南太平洋部隊司令官ウィリアム・ハルゼー中将の不興を買い、フーバー艦長は解任された。

### ニュージョージア諸島への攻撃
1943年1月、ヘレナは第67任務部隊（ウォルデン・L・エインズワース少将：軽巡「ナッシュビル」「セントルイス」「ヘレナ」「アキリーズ」「ホノルル」、駆逐艦「フレッチャー」「オバノン」「ニコラス」など）として、ニュージョージア諸島の日本軍を攻撃する新任務に参加した。当時、日本軍はニュージョージア島西部ムンダと、コロンバンガラ島ヴィラ・スタンモーア地区に飛行場を建設中であった。ムンダ基地とコロンバンガラ基地の設営と警備を担当していたのは、第三次ソロモン海戦で戦艦「ワシントン」に撃沈された戦艦「霧島」艦長の岩淵三次大佐であった。
1月4日深夜から5日未明にかけて、第67任務部隊はムンダ飛行場に艦砲射撃をおこなった。そこそこの戦果を挙げて帰投中、零戦14と九九艦爆9の空襲を受ける。F4F戦闘機の掩護もむなしく、艦爆2機撃墜と引き換えに軽巡「ホノルル (USS Honolulu, CL-48) 」が至近弾3を受け、軽巡「アキリーズ（HMNZS Achilles）」が直撃弾で中破した。ラバウル航空隊は接敵しなかった。
1月23日深夜から24日未明にかけて、エインズワース隊は再びニュージョージア諸島を襲った。ムンダ飛行場とコロンバンガラ飛行場に対して艦砲射撃をおこない、打撃を与えて基地建設を遅らせた。前夜、駆逐艦「大潮」（第8駆逐隊）と輸送船「第二東亜丸」がコロンバンガラ島に到着して日本陸軍飛行隊の機材や燃料などを揚陸していた。「ヘレナ」達の砲撃を目撃していた山代勝守大佐（当時、第8駆逐隊司令）は「第三次ソロモン海戦時の「鈴谷」と「摩耶」の飛行場砲撃よりはるかに美観だった」と回想している。
この物資の焼失は、日本軍にとって大きな打撃となった。さらに飛行場は空母「サラトガ」艦載機にも襲われて被害が拡大し、ガダルカナル島撤収作戦開始までにコロンバンガラ基地は完成しなかった。また、ラバウル航空隊の陸攻は第67任務部隊を捕捉できなかった。山代は「大潮が島陰から躍りかかってエインワース隊に魚雷を発射しても、多勢に無勢で嬲り殺しにされただろう」と回想している。
「ヘレナ」はニュージョージア島攻撃の傍ら、最終期に入ったガダルカナル島攻防戦で、哨戒と護衛任務を行った（レンネル島沖海戦）。ガ島撤退後の日本軍は中部ソロモン方面ニュージョージア諸島を防衛線とし、飛行場や砲台の建設を進めた。2月11日、「ヘレナ」から発進したOS2U観測機はサンクリストバル島南方で潜航中の潜水艦「伊18」を発見し、発煙筒を投下したあと駆逐艦「フレッチャー (USS Fletcher, DD-445) 」を呼び寄せ、爆雷攻撃により「伊18」を撃沈した。アメリカ側は、この潜水艦を「呂102」だと思っていた。「ヘレナ」はこの後、シドニーで修理を受けた。

#### クラ湾夜戦（クラ湾海戦）
1943年1月現在の第67任務部隊は第36任務部隊に再編成され、「ヘレナ」はエインズワース少将の第36.1任務群に加わった。修理を終えた「ヘレナ」は、3月にニュージョージア島攻撃を再開したが、本格的な攻略の準備のためエスピリトゥサント島に帰投した。6月30日、アメリカ軍は事前攻撃でレンドバ島に上陸した。側面を安全にしてからニュージョージア島上陸に取り掛かった。7月4日夜、第36.1任務群に護衛された上陸部隊はクラ湾に入り、陸上部隊3,000名を上陸させた。第36.1任務群はニュージョージア島の日本軍砲台に対して艦砲射撃を行ったが、この時、コロンバンガラ島に対する「東京急行」に従事中の第三水雷戦隊（司令官秋山輝男少将）の駆逐艦4隻（旧式駆逐艦〈長月、皐月、夕凪〉、秋月型駆逐艦〈新月〉）がクラ湾で第36.1任務群と鉢合わせした。しかし、第22駆逐隊司令金岡國三大佐指揮下の4隻は魚雷を発射して即座にクラ湾を去っていき、第36.1任務群はこの動きに気付いていなかった。魚雷は駆逐艦「ストロング (USS Strong, DD-467) 」に命中し、「ストロング」は魚雷命中と陸上からの反撃で沈没した。第36.1任務群は「ストロング」乗組員を救助してガダルカナル島沖に引き返したが、ハルゼー大将から別の「東京急行」の出発を知らされクラ湾に急行した。

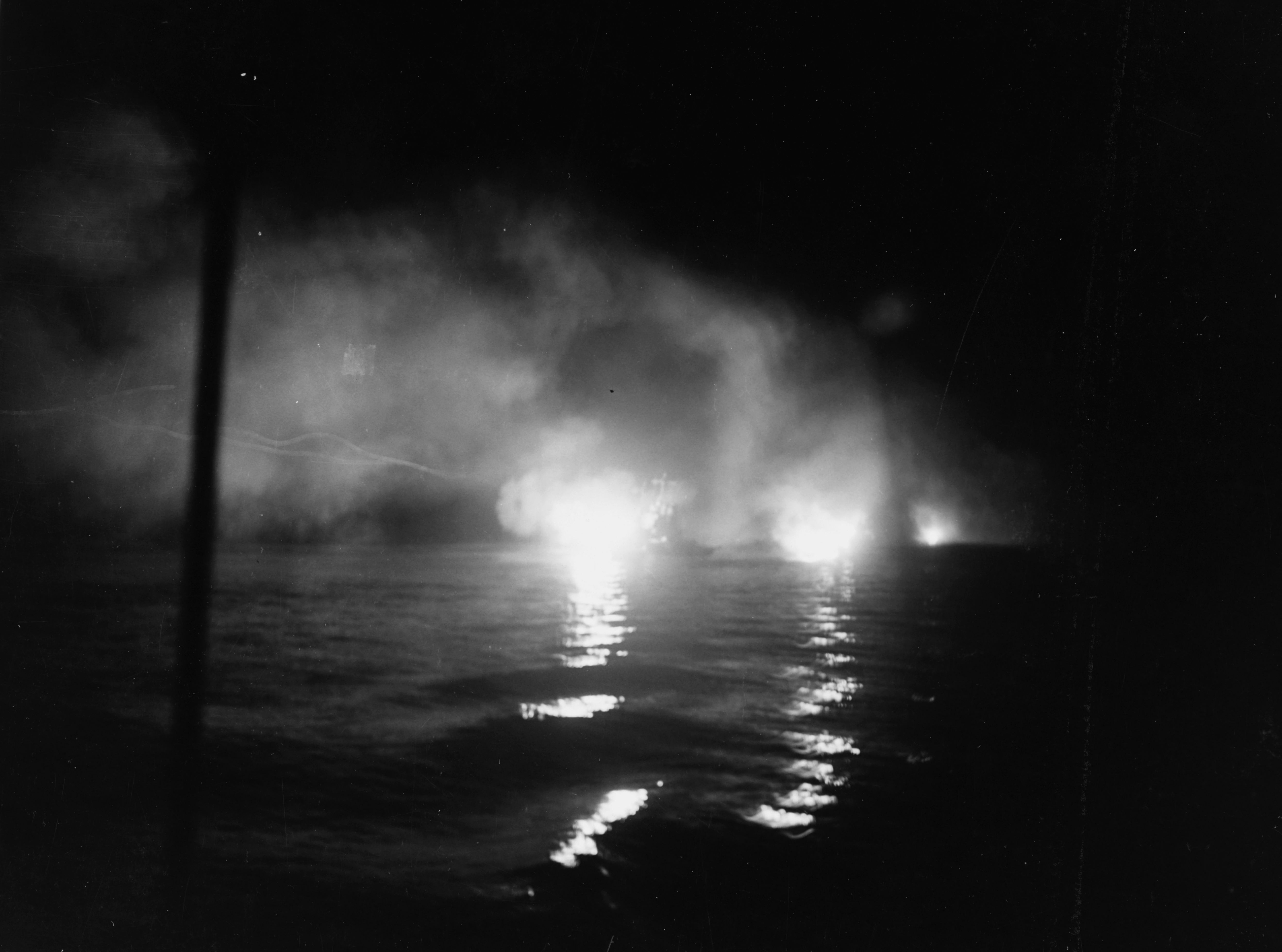
軽巡「ホノルル」から撮影された、クラ湾夜戦で砲撃中の「ヘレナ」。直後に魚雷が命中して沈没した

7月5日夜、第36.1任務群は雨の中、ニュージョージア海峡を25ノットで航行していた。第36.1任務群は一本棒の陣形で、旗艦の軽巡「ホノルル」、「ヘレナ」および「セントルイス (USS St. Louis, CL-49) 」を陣形の真ん中に置き、その前後に駆逐艦を配置していた。一方、外南洋部隊増援部隊（第三水雷戦隊）も同じく7月5日夕刻にショートランド諸島を出撃してコロンバンガラ島への輸送作戦を開始していた。第三水雷戦隊は戦力の駆逐艦10隻のうち、戦隊旗艦「新月」および応援の艦隊型駆逐艦2隻（涼風、谷風）を警戒隊とし、残る7隻を2分して第一輸送隊（望月、三日月、浜風）と第二輸送隊（天霧、初雪、長月、皐月）を編成した。
23時18分、「新月」はレーダーで連合軍水上艦艇を探知、水上戦闘に備えた。23時36分、「ホノルル」のレーダーは警戒隊を探知。エインズワース少将はまず砲撃を行って混乱させてから雷撃を行う戦法を採った。日本側は輸送部隊を分離し、直率隊（新月、谷風、涼風）となった。23時56分、エインズワース少将は警戒隊に対する砲撃開始を命令し、一斉射撃により「新月」を炎上させた（秋山少将戦死）。「新月」の炎は「ヘレナ」の砲撃の良い目標となった。他の2隻への攻撃がどうなったか分からなかったが、反撃してこないところから日本艦隊を撃滅したと判断された。エインズワース少将は筋書き通りに事が進んでいると思い、予定通りの行動を続けたが、「新月」に注意を払いすぎたことで戦術の欠陥を露呈した。第36.1任務群が「新月」の火災に気を取られている間に、「涼風」と「谷風」が距離4000mから魚雷を発射していたのである。

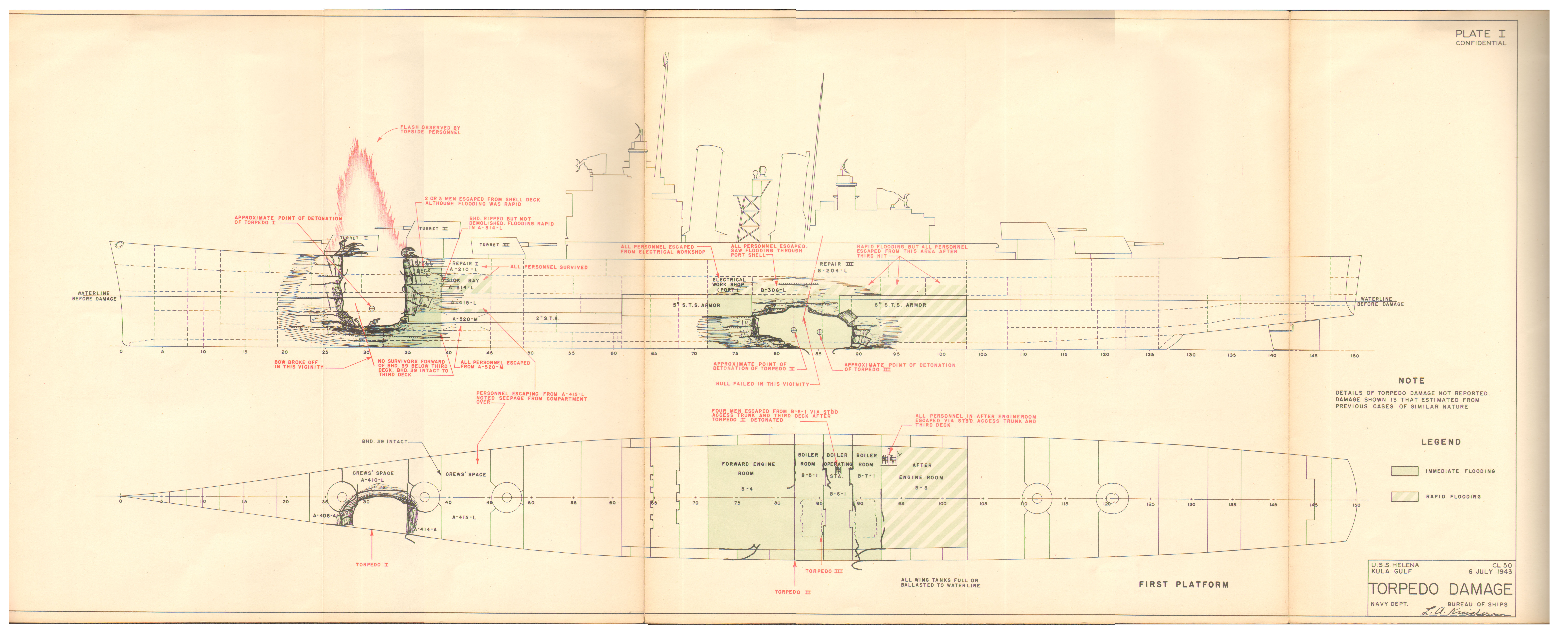
「ヘレナ」に命中した魚雷による被害図

砲撃開始からおよそ7分後、「ヘレナ」に魚雷が命中した。3分もの間に1本は1番砲塔と2番砲塔の間、2本目と3本目は中央部にそれぞれ命中し、中央部に命中したものはほぼ同じ箇所に命中していた。1本目の魚雷の命中によって艦首は切断された。また中央部に命中した魚雷によって前部機械室、後部機械室、前部ボイラー室に浸水し推進力を失った。前部機械室には生存者はいなかった。後部ボイラー室から4名の乗員だけが脱出できた。後部機械室からは全員の乗員が脱出出来た。2本目の魚雷によって電源が断たれ、艦内は停電してしまったが、脱出ルートに設置された110個の非常用照明が乗員に脱出に大きな役割を果たした。この110個の非常用照明の数は、海軍の基準の2倍の数であったが、110個でも必要最低限の数であったことが報告されている。非常用照明が役立ったことは被害調査報告書で高く評価され、他の艦艇にも多数の非常用照明器具を装備することが推奨された。
3本目の魚雷が命中して20分間で「ヘレナ」は船体がV字型に折れて急速に沈没した。

#### ヘレナの生存者
「ヘレナ」の生存者の一部は、信じがたい冒険を経験した。沈没から30分後、後続の駆逐艦「ニコラス (USS Nicholas, DD-449) 」と「ラドフォード (USS Radford, DD-446) 」が「ヘレナ」の生存者の収容を開始しようとしたが、「涼風」と「谷風」、輸送隊の「天霧」が引き返してきたので、作業を一時中止して退避。しかし、日本艦は「ニコラス」と「ラドフォード」に気付かず去っていったので、連合軍側は作業を再開した。「ニコラス」と「ラドフォード」は夜明け前に「天霧」および「望月」と砲戦を交わし、日本機の空襲を気にしつつも275名を救助し、ツラギ島に帰投した。しかし、275名が「ヘレナ」の生存者の総数ではなく、残りの約500名ほどの生存者は「ニコラス」「ラドフォード」および「ホノルル」「セントルイス」から供与された救命ボートに分乗していた。チャールズ・パーセル・セシル艦長は3隻の救命ボートを集めてベララベラ島に向かい、他の87名と共に上陸したが、この時のベララベラ島には日本兵600名がいた。セシル艦長のグループは翌朝に駆逐艦「グウィン (USS Gwin, DD-433) 」と「ウッドワース (USS Woodworth, DD-460) 」に収容された。
別の200名のグループは、「ヘレナ」の救命ボートに乗って脱出した。一時危機に瀕したものの、PB4Y-1対潜哨戒機が投下した救命胴衣とゴムの救命ボートにより危機は回避された。負傷者を従来の救命ボートに留め置いて移動し、コロンバンガラ島へ向けて航行したものの、風と海流に流されて日本軍の勢力圏内まで流された。その間に負傷者は次々と息を引き取り、捜索の飛行機にも遭遇せず、コロンバンガラ島は遠くに見えなくなっていた。一晩の後、セシル艦長のグループと同様ベララベラ島を発見し、上陸した後2名の沿岸監視員に匿われてガダルカナル島に情報を送信した。165名の生存者はジャングルの奥で保護された。165名の収容は「ニコラス」「ラドフォード」の他、駆逐艦「ジェンキンス (USS Jenkins, DD-447) 」と「オバノン (USS O'Bannon, DD-450) 」によって行われた。7月15日、ニュージョージア海峡を急行した4隻の駆逐艦は、翌7月16日夜にベララベラ島に到着し、165名の他中国人16名を救助した。ベララベラ島の日本兵は一連の動きに全く気付かなかった。
およそ900名の「ヘレナ」の乗組員のうち、168名が戦死した。生存者の一部は後に、12月20日に就役したクリーブランド級軽巡洋艦「ヒューストン (USS Houston, CL-81) 」の乗組員の中核を成した。また、戦死者や負傷者に火傷の者が多かったので、以後暑い気候の海域でも、基本的に肌の露出が少ない服装を着用することが義務付けられた。
サボ島沖海戦にて誤射にて駆逐艦「ダンカン」を撃沈、「ファーレンホルト」に損害を与え、第三次ソロモン海戦では「ジュノー」の乗員を見捨て逃げた等の失態があったものの「ヘレナ」は海軍殊勲部隊章を受章した最初の艦となった。サボ島沖海戦、ガダルカナル島の戦い、クラ湾夜戦での功績が受章理由であった。またアジア＝太平洋戦役章および7個の従軍星章も受章した。

## その後
2006年6月、ラノンガ島でアメリカ海軍のタグを付けた遺体が発見され、回収・調査の結果、戦死した「ヘレナ」の乗組員と判明して翌2007年に遺族に返還された。
2018年4月11日、ポール・アレン率いる調査チームはソロモン諸島沖で「ヘレナ」の残骸を発見し、映像を撮影した。同チームはこの直前に「ジュノー」の残骸も発見している。